# Самурай 2: Дуэль у храма
«Самурай 2: Дуэль у храма» (яп. 続宮本武蔵　一乗寺の決闘) — кинофильм режиссёра Хироси Инагаки, вышедший на экраны в 1955 году. Картина основана на пьесе Хидэдзи Ходзё и романе Эйдзи Ёсикавы и рассказывает о приключениях легендарного самурая Миямото Мусаси.
Это второй фильм трилогии, в которую также входят «Самурай: Путь воина» и «Самурай 3: Поединок на острове».

## Сюжет
Такэдзо, завершив курс обучения под руководством монаха Такуана и приняв имя Миямото Мусаси, отправляется в странствие по Японии, чтобы набраться опыта. В разных уголках страны он принимает участие в поединках и неизменно оказывается победителем. Возвратившись в Киото, он бросает вызов авторитетной школе Ёсиока, однако её представители, не имея бойцов уровня Мусаси, раз за разом устраивают ему ловушки, пытаясь взять верх за счёт количественного перевеса. Кульминацией этого противостояния стал поединок у храма Итидзёдзи, во время которого Мусаси оказался лицом к лицу с восьмьюдесятью противниками.

## В ролях
- Тосиро Мифунэ — Такэдзо (Миямото Мусаси)
- Каору Ятигуса — Оцу
- Кодзи Цурута — Кодзиро Сасаки
- Марико Окада — Акэми
- Митиё Когурэ — Даю Ёсино
- Мицуко Мито — Око, мать Акэми
- Акихико Хирата — Сэйдзюро Ёсиока
- Дайсукэ Като — Тодзи Гион
- Рэнтаро Микуни — Хонъидэн Матахати
- Куроэмон Оноэ — Такуан Сохо
- Эйко Миёси — Осуги
- Эйдзиро Тоно — Байкэн Сисидо